# 612

612(육백십이)는 611보다 크고 613보다 작은 자연수다.

## 수학
- 합성수로, 그 약수는 총 18개다. (1, 2, 3, 4, 6, 9, 12, 17, 18, 34, 36, 51, 68, 102, 153, 204, 306, 612)
  - 612의 진약수의 합은 1026이므로, 612는 과잉수다.
- 49번째 불가촉수다. 앞의 불가촉수는 584, 다음은 624다.
- {\displaystyle 612=18\times 34}
  - 연속하는 두 칠각수의 곱으로 나타낼 수 있으며, 이 성질을 지닌 앞의 수는 126, 다음 수는 1870이다.
- {\displaystyle 612=6^{2}+24^{2}}
  - 서로 다른 두 자연수의 제곱합으로 나타낼 수 있는 수다.
- {\displaystyle 35^{2}-1}은 612로 나누어떨어진다.

## 과학·기술
- NGC 612(영어판): 조각가자리 방향에 있는 렌즈형은하.
- 페라리 612 스카글리에티: 페라리에서 2004년부터 2011년까지 생산한 GT카.

## 교통

### 철도
- 서울 지하철 6호선 불광역의 역번호.

### 도로
- 유럽 고속도로 612호선: 이탈리아 이브레아에서 토리노까지 이어지는 유럽 고속도로.
- 현도 제612호선

## 군사
- U-612(영어판, 독일어판): 제2차 세계 대전에 사용된 나치 독일의 군용 잠수함.

## 문화유산
- 대한민국의 보물 제612호: 영월 흥녕사지 징효대사탑비

## 기타
- 날짜: 6월 12일
- 연도: 612년, 기원전 612년